# Міжнародний валютний фонд
Міжнаро́дний валю́тний фонд, МВФ (англ. International Monetary Fund, IMF) — спеціальне агентство Організації Об'єднаних Націй (ООН), засноване 29-ма державами, з метою регулювання валютно-кредитних відносин країн-членів і надання їм допомоги при дефіциті платіжного балансу шляхом надання коротко- і середньострокових кредитів в іноземній валюті. Фонд має статус спеціалізованої установи ООН. Має 190 країн (189 членів ООН та Косово).
МВФ було створено 27 грудня 1945 року після підписання 29-ма державами угоди, розробленої на Конференції ООН з валютно-фінансових питань 22 липня 1944 року. В 1947 році фонд розпочав свою діяльність і став органічною частиною Бретон-Вудської валютної системи.
МВФ є інституційною основою сучасної світової валютної системи. Кожна країна-член вносить власну частку до фонду відповідно економічному потенціалу, натомість кожна з цих країн має право позичати гроші у фонду в разі виникнення негараздів з платіжним балансом. Резервними валютами МВФ є долар США, євро, британський фунт, японська єна та китайський юань. Штаб-квартиру МВФ розміщено в м. Вашингтон, США. Із 1 жовтня 2019 року, поточною директоркою-розпорядницею Фонду, є Кристаліна Георгієва.

## Члени МВФ

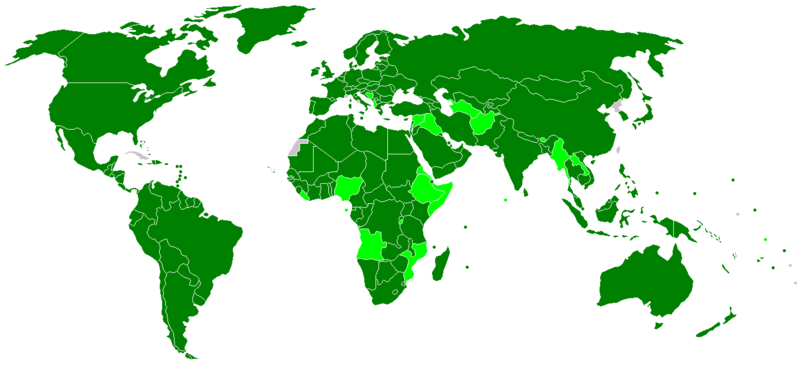
члени МВФ
члени МВФ, які не прийняли умов Статті VIII, Пункти 2, 3, 4

Членами МВФ є 190 членів (189 членів ООН + Косово).
Колишніми членами є Куба, яка вийшла з МВФ в 1964 році
та Республіка Китай (Тайвань), який був замінений в ООН на КНР в 1980 році після втрати підтримки тодішнього президента США Джиммі Картера.
Крім Куби, не належать до МВФ ще шість держав-членів ООН: Північна Корея, Андорра, Монако, Ліхтенштейн, Науру і Південний Судан. Острови Кука, Ніуе, Ватикан, й інші держави з обмеженим визнанням також не є членами МВФ.
Деякі члени мають дуже складні взаємини з МВФ і, навіть, все ще перебуваючи членами, вони не дозволяють контролю над собою з боку МВФ. Наприклад, Аргентина відмовляється від участі в консультаціях за Статтею IV.
Всі держави-члени беруть в МВФ безпосередню участь. Держави-члени представлені 24 членами правління (п'ять виконавчих директорів призначаються п'ятьма членами з найбільшими квотами, решту дев'ятнадцять виконавчих директорів обирають інші члени), а також, всі члени призначають Керівника Радою керівників МВФ. Вплив інших країн в рамках організації, формується відповідно до їх населення та економічного рейтингу у світі.

## Історія
Розрізняють п'ять етапів історії Міжнародного валютного фонду:

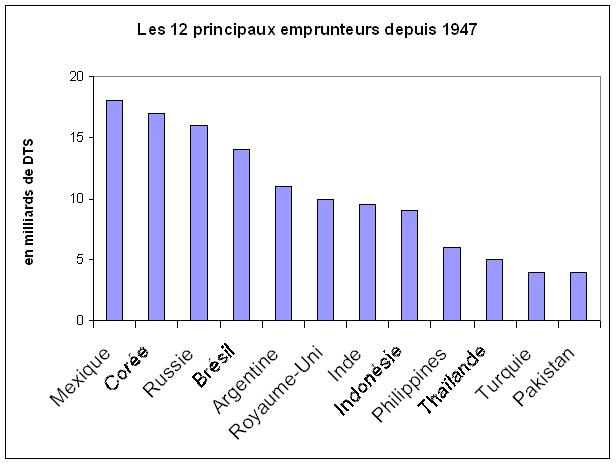
Основні позичальники МВФ з 1947 року, 2006 рік.

1. «Співпраця та відбудова» (1944—1971);
2. «Падіння Бреттон-Вудської фінансової системи» (1972—1981);
3. «Борг та болісні реформи» (1982—1989);
4. «Суспільні зміни у Східній Європі та економічний розвиток Азії» (1990—2004);
5. «Глобалізація та економічна криза» (з 2005 року)[19].

## Завдання
- сприяння міжнародній співпраці в грошовій політиці
- розширення світової торгівлі
- кредитування
- стабілізація грошових обмінних курсів

## Цілі
1. «сприяти міжнародній співпраці в валютно-фінансовій сфері»;
2. «сприяти розширенню і збалансованому росту міжнародної торгівлі» в інтересах розвитку виробничих ресурсів, досягнення високого рівня зайнятості і реальних доходів держав-членів;
3. «забезпечити стабільність валют, підтримувати упорядковані співвідношення валютної системи серед держав-членів» і не допускати «знецінення валют задля отримання конкурентних переваг»;
4. надавати допомогу в створенні багатосторонньої системи розрахунків між державами-членами, а також у скасуванні валютних обмежень;
5. тимчасово надавати державам-членам кошти в іноземній валюті, для «виправлення порушення рівноваги їх платіжного балансу».

## Структура органів управління

### Рада керівників
Вищий керівний орган МВФ — Рада керівників (Board of Governors), в якій кожна країна-член представлена керівником та його заступником. Зазвичай це міністри фінансів або керівники центральних банків. До повноважень Ради належить — вирішення ключових питань діяльності Фонду: внесення змін до Статей Угоди, прийняття і виключення країн-членів, визначення і перегляд їх часток в капіталі, вибори виконавчих директорів. Керівники збираються на сесії, зазвичай один раз на рік, але можуть проводити засідання, а також голосувати через пошту в будь-який час.

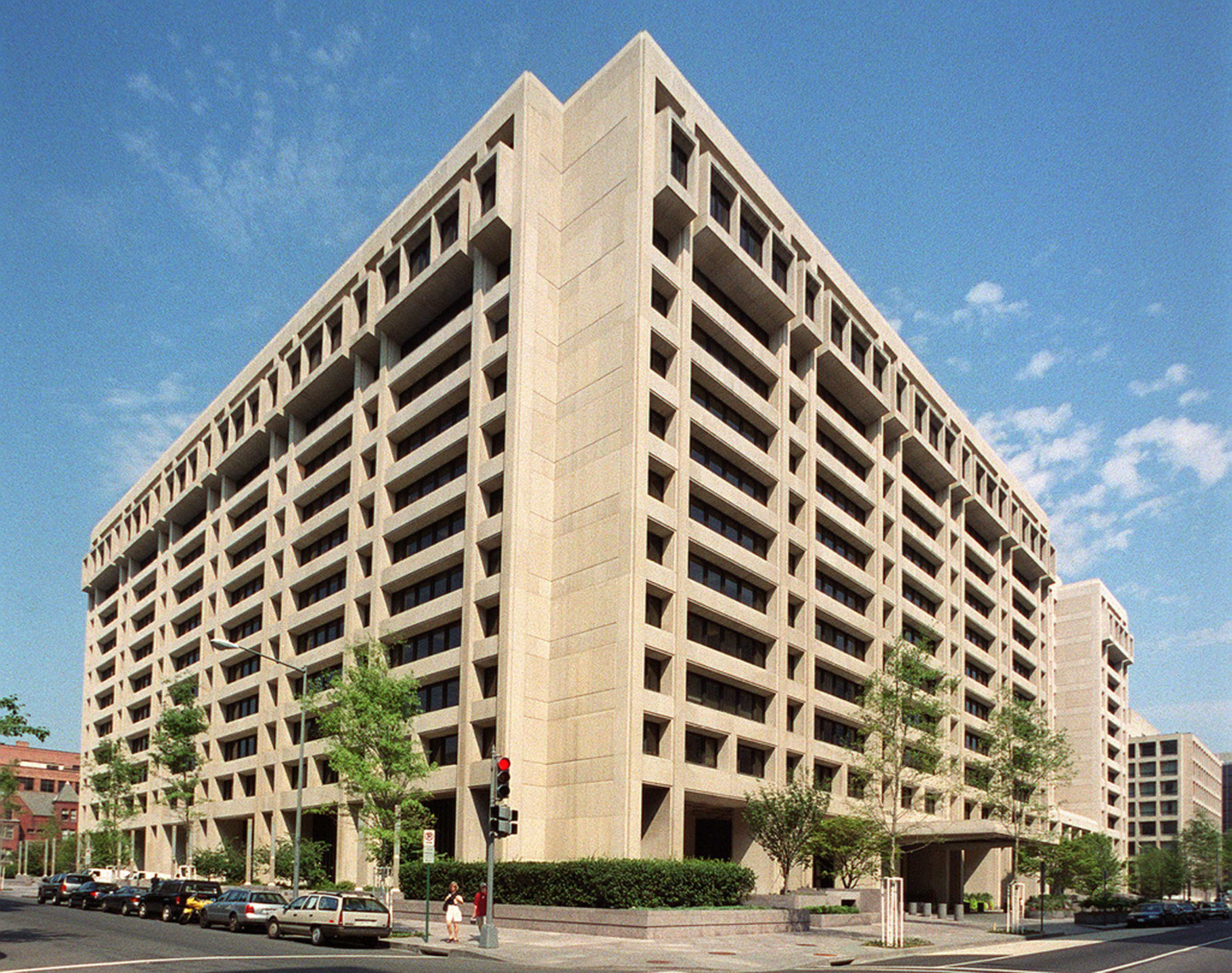
Штаб-квартира МВФ, Вашингтон (округ Колумбія)

В МВФ діє принцип «зваженої» кількості голосів: можливість країн членів впливати на діяльність Фонду через голосування визначається їх часткою в його капіталі. Кожна держава має 250 «базових» голосів незалежно від величини її внеску в капітал і додатково по одному голосу за кожні 100 тис. СДР суми цього внеску. Такий порядок забезпечує більшість, яка спроможна приймати рішення, провідним державам.
Рішення, Радою керівників зазвичай, приймаються простою більшістю (не менше половини) голосів, з важливих питань, які мають оперативне або стратегічне значення, — «спеціальною більшістю» (відповідно 70 або 85 % голосів країн-членів). Попри скорочення питомої ваги голосів США і ЄС, вони, як і раніше, можуть накладати вето на ключові питання Фонду, оскільки для прийняття їх необхідна максимальна більшість (85 %). Це значить, що США разом з провідними західними державами мають можливість здійснювати контроль над процесом прийняття рішень в МВФ і спрямовувати його діяльність виходячи з власних інтересів. Стосовно країн які розвиваються, то за наявності скоординованих дій, теоретично, вони також мають можливість блокувати прийняття рішень які їх не влаштовують. Але досягти узгодженості великій кількості різнорідних країн досить складно. На зустрічі керівників Фонду в липні 2004 року прозвучав намір «розширити можливість країн які розвиваються та країн з перехідними економіками більш ефективно брати участь у механізмі прийняття рішень в МВФ».

### Міжнародний валютний і фінансовий комітет
Міжнародний валютний і фінансовий комітет МВФК (International Monetary and Financial Committee, IMFC) відіграє важливу роль в організаційній структурі МВФ. З 1974 р. до вересня 1999 р. його попередником був Тимчасовий комітет з питань міжнародної валютної системи. Він складається з 24 керівників МВФ і збирається на сесії двічі на рік. Цей комітет є дорадчим органом Ради керівників і не має повноважень для прийняття директивних рішень. Але він виконує важливі функції: спрямовує діяльність Виконавчої ради; формує стратегічні рішення, які стосуються світової валютної системи і діяльності МВФ; вносить на розгляд Раді керівників пропозиції про внесення поправок до статей Угоди МВФ. Схожу роль відіграє також Комітет з розвитку — Об'єднаний міністерський комітет Рад керівників Світового Банку і Фонду Joint IMF — World Bank Development Committee.

### Виконавча рада
Рада керівників делегує більшість своїх повноважень Виконавчій раді (Executive Board), тобто директорату, який несе відповідальність за ведення справ МВФ, які охоплюють широке коло політичних, оперативних і адміністративних питань, а саме надання кредитів країнам-учасникам і здійснення нагляду за їх політикою валютного курсу.
Виконавча рада складається з 24 директорів, 5 з яких призначаються країнами з найбільшими квотами: США, Німеччиною, Японією, Великою Британією та Францією. Рада засідає тричі на тиждень та керує поточною діяльністю Фонду, у тому числі й розподілом кредитів країнам-учасницям. Крім того до повноважень Виконавчої ради МВФ входить обрання на п'ятирічний термін директора-розпорядника (Managing Director), який очолює штат співробітників Фонду (на вересень 2004 р. — близько 2700 осіб з більш ніж 140 країн). Директор-розпорядник (з 1 жовтня 2019 р.) — Крісталіна Георгієва (Болгарія), друга в історії фонду жінка-голова МВФ.
Від часу утворення, Фонд очолювали:
| Період                            | Ім'я                   | Громадянство |
| --------------------------------- | ---------------------- | ------------ |
| 6 травня 1946 — 5 травня 1951     | Camille Gutt           | Бельгія      |
| 3 серпня 1951 — 3 жовтня 1956     | Ivar Rooth             | Швеція       |
| 21 листопада 1956 — 5 травня 1963 | Per Jacobsson          | Швеція       |
| 1 вересня 1963 — 31 серпня 1973   | Pierre-Paul Schweitzer | Франція      |
| 1 вересня 1973 — 16 червня 1978   | Johannes Witteveen     | Нідерланди   |
| 17 червня 1978 — 15 січня 1987    | Jacques de Larosière   | Франція      |
| 16 січня 1987 — 14 січня 2000     | Мішель Камдессю        | Франція      |
| 1 травня 2000 — 4 березня 2004    | Горст Келер            | Німеччина    |
| 7 червня 2004 — 31 жовтня 2007    | Родріго Рато           | Іспанія      |
| 1 листопада 2007 — 18 травня 2011 | Домінік Стросс-Кан     | Франція      |
| 5 липня 2011 — 12 вересня 2019    | Крістін Лаґард         | Франція      |
| 1 жовтня 2019 — дотепер           | Крісталіна Георгієва   | Болгарія     |

З 4 листопада 2014 року Головою Європейського департаменту МВФ є Пол Томсен (Данія), колишній керівник місій МВФ в Ісландії, Португалії та Греції.

### Комітет з розвитку
Комітет з розвитку є спільним органом МВФ та МБРР, що переймається питаннями щодо надання коштів країнам, котрі розвиваються. Комітет складається з 24 членів — міністрів фінансів країн-учасниць. Основним завданням комітету є підготовка аналітичних доповідей стосовно цих країн та надання рекомендації Раді керівників МВФ та МБРР.

## Ресурси МВФ
Формування ресурсів МВФ відбувається шляхом внесення державою коштів до статутного капіталу Фонду відповідно до її квоти, та за рахунок позичених коштів.

### Квоти
Розмір квот для кожної країни-члена встановлюється на підставі її ваги у світовій економіці. Під час розрахунків квот застосовується спеціальна формула, що являє собою середньозважене значення ВВП (50 %), відкритості (30 %), економічної мінливості (15 %) та міжнародних резервів (5 %). Квоти виражаються в спеціальних правах запозичення (СДР, від англ. special drawing rights), розрахунковій одиниці Фонду. Найбільша сума квот припадає на США, Японію, Німеччину, Велику Британію та Францію. Частка 25 найбільш розвинутих країн становить близько 63 %.
Внесок кожної країни до статутного капіталу МВФ, здійснюється на 25 % СДР або в твердій іноземній валюті (долари США, євро, єні, фунти стерлінгів) та на 75 % у національній валюті. Кожні п'ять років квоти переглядаються через те що, що змінюється місце країни у світовій економіці.
Квота визначає кількість голосів країни-учасниці. Голоси країни складаються з базової кількості голосів плюс одного голосу за кожні 100 тис. СДР. Згідно з реформою 2008 року базова кількість голосів країни-учасниці становить 5,502 % від загальної кількості голосів, що дозволило збільшити число базових голосів з 250 до 677 на кожного учасника. Кількість базових голосів ростиме разом зі сплатою підвищення квот державами, що мають право на спеціальне підвищення. Крім того розмір квоти визначає обсяг фінансування, на який країна може розраховувати.
Перегляд розмірів квот відбувається кожні п'ять років. Зміна квоти держави здійснюється за попередньою домовленістю з нею та ухвалюються 85 % від усієї кількості голосів. У разі загального перегляду квот вирішуються питання щодо спільного розміру збільшення та його розподіл між країнами-членами.
Загальний перегляд квот дозволяє МВФ оцінити відповідність квот, відносно потреб держави-члена у фінансуванні її платіжного балансу та її здатності самостійно забезпечити цю потребу.
Розподіл квот дозволяє збільшити квоти країн-учасниць з урахуванням зміни їхнього місця у світовій економіці.

### Запозичені кошти
МВФ у своїй діяльності використовує й запозичені кошти. Фонд користується кредитом групи десяти в межах 17 млрд. СДР. Фонд також одержує позики центрального банку і скарбниці Саудівської Аравії та деяких інших країн. Загальна сума позик не повинна перевищувати 60 % загального обсягу квот.

## Основні механізми кредитування
1. Резервна частка. Перша порція іноземної валюти, яку країна-член може отримати в МВФ в межах 25 % квоти, називалася до ямайської угоди «золотою», з 1978 р. — резервною часткою (Reserve Tranche). Резервна частка визначається як перевищення розміру квоти країни-члена над сумою, яка перебуває на рахунку Фонду національної валюти даної країни. Якщо МВФ використовує частину національної валюти країни-члена для надання кредиту іншим країнам, то резервна частка такої країни відповідно збільшується. Непогашена сума позик, наданих країною-членом Фонду в межах кредитних угод ГСЗ і НСЗ, утворюють її кредитну позицію. Резервна частка і кредитна позиція разом складають «резервну позицію» країни-члена МВФ.
2. Кредитні частки. Засоби в іноземній валюті, які країна-член може отримати понад розмір резервної частки (у разі її повного використання авуари МВФ в валюті країни досягають 100 %), поділяються на чотири кредитні частки, або (Credit Tranches), які становлять по 25 % квоти. Доступ країн-членів до кредитних ресурсів МВФ в межах кредитної частки є обмеженим: сума валюти країни в активах МВФ не може перевищувати 200 % її квоти (враховуючи 75 % квоти, яка внесена відповідно до підписки). Таким чином, гранична сума кредиту, яку країна може отримати в Фонді завдяки використанню резервної і кредитної частки, становить 125 % її квоти. Але угода надає МВФ право призупиняти це обмеження. На цій підставі ресурси Фонду у багатьох випадках використовується в розмірах, які перевищують зафіксовану в уставі межу. Тому визначення «верхні кредитні частки» (Upper Credit Tranches) стало значити не лише 75 % квоти, як в початковий період діяльності МВФ, а суми, які перевищують першу кредитну частку.
3. Домовленості про резервні кредити стенд-бай (Stand-by Arrangements) (з 1952 р.) забезпечують країні-члену запевнення того, що в межах визначеної суми і протягом терміну дії угоди вона може за умови дотримання обумовлених в угоді положень, безперешкодно отримувати від МВФ іноземну валюту в обмін на національну. Такий спосіб надання кредитів являє собою відкриття кредитної лінії. Якщо використання першої кредитної частки може бути здійснено у вигляді прямого придбання іноземної валюти після схвалення Фондом її запиту, то виділення коштів понад верхню кредитну частку, відбувається шляхом домовленості з країнами-членами про резервні кредити. З 50-х і до середини 70-х рр. угоди про кредити стенд-бай укладалися строком до 1 року, з 1977 р. — до 18 місяців і навіть до 3 років через збільшення дефіцитів платіжних балансів.
4. Механізм розширеного кредитування (Extended Fund Facility) (з 1974 р.) доповнив резервну і кредитні частки. Він призначений для надання кредитів на триваліший період і в більших розмірах по відношенню до квот, ніж в рамках звичайних кредитних часток. Підставою для звернення країни до МВФ з проханням про надання кредиту в межах розширеного кредитування є серйозні порушення рівноваги платіжного балансу, які були спричинені несприятливими структурними змінами у виробництва, торгівлі або цін. Розширені кредити, зазвичай надаються на три роки, за потребою — до чотирьох, визначеними порціями (траншами) через певні проміжки часу — раз на півріччя, щоквартально або (в деяких випадках) щомісячно. Головним призначенням кредитів стенд-бай і розширених кредитів є сприяння країнам-членам МВФ у впровадженні макроекономічних стабілізаційних програм або структурних реформ. Фонд вимагає від держави-позичальника виконання певних умов, до того ж їх жорсткість збільшується поступово з переходом від однієї кредитної частки до іншої. Деякі умови необхідно виконати до моменту отримання кредиту. Зобов'язання країни-позичальника передбачають проведення нею відповідних фінансово-економічних заходів, закріплюються в Листі про наміри (Letter of intent) або Меморандумі про економічну і фінансову політику (Memorandum of Economic and Financial Policies), які подаються до МВФ. Хід виконання зобов'язань країною, яка отримала кредит, контролюється шляхом періодичної оцінки передбачених домовленістю спеціальних цільових критеріїв реалізації (Performance criteria). Ці критерії можуть бути або кількісними (стосуються певних макроекономічних показників) або структурними (відбивають певні інституційні зміни). Якщо МВФ схвалить рішення, що країна використовує кредит не за призначенням, не виконує взятих на себе зобов'язань, то в цьому разі Фонд має право обмежити її кредитування або відмовити у наданні наступного траншу. Таким чином, цей механізм дозволяє МВФ здійснювати економічний тиск на країни-позичальники.
На відміну від Світового банку, діяльність МВФ зосереджена на відносно короткострокових макроекономічних кризах. Світовий банк надає кредити лише бідним країнам, МВФ же може кредитувати будь-яку країну з числа членів, яка відчуває нестачу іноземної валюти для покриття короткострокових фінансових зобов'язань.

## Системи розповсюдження даних

Використання Систем розповсюдження даних:
Члени МВФ, які використовують SDDS
Члени МВФ, які використовують GDDS
Члени МВФ, не використовують стандартів
Не члени МВФ, які використовують SDDS
Не члени МВФ, які використовують GDDS
Не взаємодіють з МВФ

У 1995 році Міжнародний валютний фонд почав роботу зі створення стандартів розповсюдження даних. Метою, було впровадження однотипних систем поширення економічних і фінансових даних в країнах-членах МВФ. Міжнародний валютний і фінансовий комітет (англ. International Monetary and Financial Committee, IMFC) схвалив основні принципи для стандартів розповсюдження даних, які були розділені на два рівні: Загальна система розповсюдження даних (ЗСРД, англ. General Data Dissemination System, GDDS) і Спеціальний стандарт розповсюдження даних (ССРД, англ. Special Data Dissemination Standard, SDDS).
Головною метою ЗСРД, є сприяння країнам-членам МВФ у створення основи для підвищення якості даних і підвищення статистичного потенціалу. Це повинно передбачати підготовку метаданих, що описують поточні статистичні методи збору та встановлення планів осучаснення. Після створення бази, країни можуть оцінити статистичні потреби, визначити пріоритети в підвищенні оперативності, прозорості, надійності і доступності фінансових та економічних даних.
Деякі організації, які не є членами МВФ, також надають статистичні дані у відповідних системах:
- Палестинська автономія — ЗСРД
- Гонконг — ССРД
- Макао — ЗСРД[21]
- Органи Європейського Союзу:
  - Європейський центральний банк для країн єврозони — ССРД
  - Євростат для ЄС в цілому — ССРД, запевняючи таким чином дані для Кіпру (сам не використовує стандартів) і Мальти (сама використовує ЗСРД)

## Основні втручання МВФ
1994: Мексика; Економічна криза в Мексиці — 18 мільярдів доларів США.
1997: Азія; Азійська фінансова криза — 36 мільярдів доларів.
1998: Російська Федерація; Російський дефолт 1998 року — 22,6 мільярдів доларів.
1998: Бразилія — 41,5 мільярдів доларів.
2000: Туреччина — 11 мільярдів доларів.
2001: Аргентина; Аргентинська економічна криза — 21,6 мільярдів доларів.
2010: Греція; Боргова криза в Греції — 139,73 мільярдів доларів.
2011: Португалія; Фінансова криза в Португалії — 99,08 мільярдів доларів.
2018: Аргентина — 57,1 мільярдів доларів.

## Виноски
1. ↑  Funds, Programmes, Specialized Agencies and Others — Організація Об’єднаних Націй.
2. ↑  https://www.imf.org/external/np/exr/chron/chron.asp
3. ↑  Global Research Identifier Database — 2015.
4. ↑  Global LEI index
5. ↑  https://www.ngfs.net/en/about-us/membership
6. ↑  https://web.archive.org/web/20231020113811/https://orcid.org/members
7. ↑  https://www.imf.org/external/pubs/ft/ar/2022/downloads/web-tables.pdf
8. ↑  https://www.icao.int/about-icao/Pages/Invited-Organizations.aspx
9. ↑  Міжнародні організації та установи (МВФ)[недоступне посилання] : [арх. 13.04.2009] // Країни світу. — Дата звернення: 27.10.2018.
10. ↑  
Factsheet - The IMF at a Glance. IMF. June 2009. Архів оригіналу за 22 червня 2013. Процитовано 19 липня 2009.
11. ↑  Articles of Agreement of the International Monetary Fund, Article I — Purposes. Архів оригіналу за 11 червня 2005. Процитовано 16 березня 2012.
12. ↑  Юань став резервною валютою і потіснив євро : [арх. 03.11.2018] / Андрій Гурков, Чжан Даньхун, Валерій Сааков // DW. — 2016. — 30 вересня. — Дата звернення: 27.10.2018.
13. ↑  Welle (www.dw.com), Deutsche. Крісталіна Георгієва стане новою очільницею МВФ | DW | 25.09.2019. DW.COM (укр.). Архів оригіналу за 8 грудня 2019. Процитовано 8 грудня 2019.
14. ↑  Articles of Agreement of the International Monetary Fund, Article VIII - General Obligations of Members [Архівовано 5 вересня 2011 у Wayback Machine.]
Section 2: Avoidance of restrictions on current payments;
 Section 3: Avoidance of discriminatory currency practices;
Section 4: Convertibility of foreign-held balances.
15. ↑  
Republic of Kosovo is now officially a member of the IMF and the World Bank. The Kosovo Times. 29 червня 2009. Архів оригіналу за 22 червня 2013. Процитовано 29 червня 2009. Kosovo signed the Articles of Agreement of the International Monetary Fund (IMF) and the International Bank for Reconstruction and Development (the World Bank) on behalf of Kosovo at the State Department in Washington.
16. ↑  Kosovo Becomes the International Monetary Fund’s 186th Member (Пресреліз). International Monetary Fund. 29 червня 2009. Архів оригіналу за 5 липня 2009. Процитовано 29 червня 2009.
17. ↑  
Brazil calls for Cuba to be allowed into IMF. Caribbean Net News. 27 квітня 2009. Процитовано 7 травня 2009. Cuba was a member of the IMF until 1964, when it left under revolutionary leader Fidel Castro following his confrontation with the United States. {{cite web}}: Недійсний |deadurl=404 (довідка)[недоступне посилання з квітня 2019]
18. ↑  Andrews, Nick; Bob Davis (7 травня 2009). Kosovo Wins Acceptance to IMF. The Wall Street Journal. Архів оригіналу за 23 травня 2012. Процитовано 7 травня 2009. Taiwan was booted out of the IMF in 1980 when China was admitted, and it hasn't applied to return since.
19. ↑  About the IMF — History. International Monetery Fund. Архів оригіналу за 26 березня 2022. Процитовано 30 квітня 2019.
20. ↑  МВФ призначив главу європейського департаменту. DT.ua. Архів оригіналу за 8 грудня 2019. Процитовано 8 грудня 2019.
21. ↑  Macao SAR Begins Participation in the IMF's General Data Dissemination System. Архів оригіналу за 8 січня 2012. Процитовано 16 березня 2012.